# Дубровинский сельский округ (Северо-Казахстанская область)
Дубровинский сельский округ (каз. Дубровное ауылдық округі) — административная единица в составе Мамлютского района Северо-Казахстанской области Казахстана. Административный центр — село Дубровное. Аким сельского округа — Оразалинов Аскар Кенесович.
Население — 1725 человек (2009, 2469 в 1999, 2934 в 1989).

## Образование
На территории округа функционирует 2 средние школы, 1 начальная школа. Имеются пришкольные мини-центры для детей дошкольного возраста, спортивные залы, 2 стадиона с футбольными полями, 2 волейбольные площадки, хоккейный корт.
В селе Дубровное имеется 1 культурно развлекательный досуговый центр, 1 сельская библиотека, вокальная группа «Селяночка», танцевальная группа «Попурри».

## Здравоохранение
В округе действует один фельдшерско-акушерский и 3 медицинских пункта. В фельдшерско-акушерском пункте имеется аптека, автомобиль скорой помощи, который оснащен необходимым оборудованием для оказания экстренной неотложной помощи.

## Экономика
Аграрный сектор занимает важное место в экономическом и социальном развитии округа. В округе работают 46 крестьянско-фермерских хозяйств, 6 животноводческих ферм. Имеется маслозавод, 10 предприятий торговли, 1 аптека, 1 парикмахерская, 1 летнее кафе, 1 пекарня, отделение «Казпочта». В селе Дубровное функционирует водонапорная башня от магистрального водопровода.

## Состав
В состав сельского округа вошла территория ликвидированного Михайловского сельского совета (село Михайловка).
В состав округа входят такие населенные пункты:
| Населенный пункт    | Население, человек (1989) | Население, человек (1999) | Население, человек (2009) |
| ------------------- | ------------------------- | ------------------------- | ------------------------- |
| Дубровное, деревня  | 1303                      | 1096                      | 781                       |
| Михайловка, село    | 1062                      | 830                       | 615                       |
| Новодубровное, село | 362                       | 372                       | 234                       |
| Пчелино, село       | 207                       | 171                       | 95                        |